# Marie-France Garaude-Pasty
Pour les articles homonymes, voir Pasty (homonymie).
Marie-France Garaude-Pasty est une journaliste, écrivain conférencière française, née le 23 décembre 1946. Elle est la présidente de l'association humanitaire aux réfugiés tibétains Tsowa-Maintenir la vie.
Le 26 août 2009, Marie-France Garaude-Pasty et son époux Alain Pasty se trouvent à Rennes-le-Château en pays Cathare où ils auraient observé trois ovnis,.